# Strada Statale 267 del Cilento
Die Strada Statale 267 del Cilento (Abkürzung: SS 267) ist eine italienische Staatsstraße in der Provinz Salerno in Kampanien, die von Agropoli nach Acciaroli führt. Sie liegt komplett in den italienischen Region Kampanien  und ist 57,705 km lang.
Eine wichtige Aufgabe der SS 267 ist, dass sie den Küstenbereich bis zum Golf von Policastro von Agropoli aus über Castellabate an den Schnellverkehr anschließt.

## Verlauf
Die Strecke beginnt in Agropoli an der SS 18 und führt südwestlich nach Castellabate und erreicht hier zunächst die Küste. Anschließend verläuft sie in einer Ebene bis nach Casa del Conte, um von hier aus dem Küstenverlauf bis nach Acciaroli zu folgen.